# Maidenhead
Maidenhead este un mic oraș în comitatul Berkshire, regiunea South East England, Anglia. Orașul aparține burgului regal Windsor and Maidenhead a cărui reședință este. 